# Ante Trumbić
Ante Trumbić (ur. 17 maja 1864 w Splicie, zm. 17 listopada 1938 w Zagrzebiu) – chorwacki i jugosłowiański polityk, prawnik i publicysta.

## Życiorys
Absolwent studiów prawniczych w Zagrzebiu, Wiedniu i Grazu. W 1890 roku w Grazu uzyskał stopień naukowy doktora. Od 1894 roku pracował jako prawnik w rodzinnym Splicie.
Był politykiem prawicowym i sprzeciwiał się polityce partii Narodna stranka u Dalmaciji. Pisywał dla czasopisma Hrvatska. Współuczestniczył w zjednoczeniu dalmatyńskich środowisk prawicowych w ramach Stranki prava. W latach 1896–1914 zasiadał w sejmie Królestwa Dalmacji, a w 1897 roku został wybrany do austriackiej Rady Państwa. Z jego inicjatywy chorwaccy posłowie żądali zmiany ustrojowego położenia Dalmacji w ramach Przedlitawii. W 1900 roku został prezesem nowo powstałego stowarzyszenia Hrvatsko političko društvo za Dalmaciju. Wraz z Franem Supilą działał na rzecz zjednoczenia ziem chorwackich (Trójjedyne Królestwo Chorwacji, Slawonii i Dalmacji, Królestwo Dalmacji) w jeden organizm oraz przeciwstawiania się germanizacji przez narody Austro-Węgier. W 1905 roku został burmistrzem Splitu. Był autorem programu partii Hrvatska stranka, który był podstawą Riječkiej rezoluciji. 
W drugiej dekadzie XX wieku, w związku z kryzysem bośniackim (1908) i wojnami bałkańskimi (1912–1913), zaczął się opowiadać za ideą jugoslawizmu. W trakcie I wojny światowej udał się wraz z Supilą i Ivanem Meštroviciem na emigrację do Włoch i Francji. W 1915 roku brał udział w zawiązaniu Komitetu Jugosłowiańskiego. Popierał zjednoczenie Chorwacji z Królestwem Serbii. Brał udział w jugosłowiańskiej konferencji w Korfu w 1917 roku.
W latach 1918–1920 był pierwszym ministrem spraw zagranicznych Królestwa Serbów, Chorwatów i Słoweńców. Reprezentował królestwo na konferencji pokojowej w Paryżu. Po podpisaniu traktatów w Rapallo podał się do dymisji. Sprzeciwiał się zapisom uchwalonej w 1921 roku konstytucji i serbskiemu centralizmowi. W 1925 roku kandydował w wyborach do parlamentu z ramienia ludowców. W 1931 roku został członkiem Chorwackiej Partii Chłopskiej.